# Стулово (Слободський район)
Сту́лово (рос. Стулово) — присілок у складі Слободського району Кіровської області, Росія. Адміністративний центр Стуловського сільського поселення.
Населення становить 3501 особа (2010, 3597 у 2002).
Національний склад станом на 2002 рік — росіяни 95 %.